# Floresta Nacional Mário Xavier
A Floresta Nacional Mário Xavier está localizada no estado do Rio de Janeiro, no município de Seropédica. Foi legalmente criada em 8 de outubro de 1986 pelo Decreto Federal Nº 93.369, e abrange uma área de aproximadamente 493 ha. Abriga em seus limites o fragmento florestal nativo mais significativo do município, ameaçado constantemente pelos incêndios e pelo pastoreio sem controle. É administrada pelo Instituto Chico Mendes de Conservação da Biodiversidade (ICMBio).
Tem uma parte de sua área derrubada, devido a construção do Arco Metropolitano, onde durante as obras foram interrompidas devido à presença do habitat natural da quase extinta espécie Physalaemus soaresi, também conhecida como rãzinha. 
"Como pesquisador brasileiro, parabenizo aqui o IBAMA por sua preocupação com as espécies vulneráveis ameaçadas de extinção. Uma espécie de perereca, de rã ou de sapo pode conter informações valiosíssimas para salvar a vida de muita gente e a sua proteção e conservação é sempre muito mais importante para o ser humano do que um viaduto, um túnel, uma estrada.
Nesta oportunidade, venho alertar as autoridades sobre o problema de extinção de uma espécie de rã que pode vir a acontecer aqui no estado do Rio de janeiro, mais precisamente em Seropédica. 
Na Floresta Nacional Engenheiro Mario Xavier ou FLONAMAX. Trata-se de uma área florestada não muito extensa mas representativa da vegetação que outrora ocorria nas margens do Rio Guandu, e que abriga uma significativa fauna. Lá ocorrem cerca de 30 espécies diferentes de anfíbios, inclusive uma pequena rã que eu descobri e batizei com o nome de Physalaemus soaresi. Esse anfíbio tem uma voz muito característica e que pode ser
ouvida a uma centena de metros. Contudo nem eu nem outros pesquisadores em anfíbios já conseguimos ouvir seu canto em qualquer outro local.
Por sua ocorrência em área tão restrita, a espécie em questão é considerada muito ameaçada e figura como tal nos livros atuais sobre espécies ameaçadas de extinção, no estadual, no nacional e no Internacional. Pelas nossas leis, ela já não pode mais ser capturada por ninguém, nem mesmo por mim que descobri e batizei a espécie. O problema é que o projeto do Arco Metropolitano do Rio de Janeiro, incluído no PAC, pretende passar exatamente sobre o FLONAMAX acabando com a flora e a fauna nativa da região, fazendo desaparecer pra sempre o Physalaemus soaresii...’
Muito Obrigado."
Antes, desde 1945, era conhecida pela alcunha de Horto Florestal de Santa Cruz, gerenciado pelo Instituto Brasileiro de Desenvolvimento Florestal. É a única reserva ambiental da sua categoria no estado do Rio de Janeiro, vinculada hoje à administração do Parque Nacional da Serra dos Órgãos.
A Floresta Mario Xavier é situada em extensa planície conhecida como Baixada de Sepetiba, próximo à área de contato entre a planície litorânea e os planos do interior. Apresenta relevo suave e quase plano, com ondulações tipo "meia laranjas".
Integra a Bacia Hidrográfica do Rio Guandu. É atravessada por dois córregos perenes: Valão da Draga e Vala dos Bois, sendo os dois contaminados por moradias próximas

Neste mesmo local, localiza-se a CETAS, Centro de Triagem de Animais Silvestres do Ibama